# Comté de Marion (Alabama)
Pour les articles homonymes, voir Comté de Marion.
Le comté de Marion (en anglais : Marion County) est un comté de l'État américain de l'Alabama. Nommé d'après l'officier militaire Francis Marion, il compte 30 776 habitants lors du recensement des États-Unis de 2010, soit une baisse de 1,4 % par rapport à 2000. Le siège de comté est Hamilton.

## Géographie

### Comtés limitrophes
| Comté d'Itawamba (Mississippi) | Comté de Franklin |                  |
| Comté de Monroe (Mississippi)  | comté de Marion   | Comté de Winston |
| Comté de Lamar                 | Comté de Fayette  | Comté de Walker  |

### Localités
Le comté de Marion compte quatre villes : Guin, Haleyville (à cheval sur le comté de Winston), Hamilton (siège de comté) et Winfield (à cheval sur le comté de Fayette). En outre, il compte six towns : Bear Creek, Brilliant, Glen Allen (à cheval sur le comté de Fayette), Gu-Win (à cheval sur le comté de Fayette), Hackleburg et Twin.

## Démographie
| 1830  | 1840  | 1850  | 1860   | 1870  | 1880  | 1890   | 1900   |
| ----- | ----- | ----- | ------ | ----- | ----- | ------ | ------ |
| 4 058 | 5 847 | 7 833 | 11 182 | 6 059 | 9 364 | 11 347 | 14 494 |

| 1910   | 1920   | 1930   | 1940   | 1950   | 1960   | 1970   | 1980   |
| ------ | ------ | ------ | ------ | ------ | ------ | ------ | ------ |
| 17 495 | 22 008 | 25 967 | 28 776 | 27 264 | 21 837 | 23 788 | 30 041 |

| 1990   | 2000   | 2010   | - | - | - | - | - |
| ------ | ------ | ------ | - | - | - | - | - |
| 29 830 | 31 214 | 30 776 | - | - | - | - | - |